# Ollie Matson
Ollie Genoa Matson II (ur. 1 maja 1930 w Trinity w Teksasie, zm. 19 lutego 2011 w Los Angeles) – amerykański lekkoatleta oraz zawodnik futbolu amerykańskiego.
Jako lekkoatleta Matson specjalizował się w biegu na 400 metrów. Na igrzyskach olimpijskich w 1952 w Helsinkach zdobył w tej konkurencji brązowy medal, a w sztafecie 4 × 400 metrów srebrny (sztafeta USA biegła w składzie: Matson, Gene Cole, Charles Moore i Mal Whitfield, ustanowiła rekord kraju – 3:04,0).
Po Igrzyskach Matson zaczął zawodowo uprawiać futbol amerykański (wcześniej grał w futbol akademicki). Grał jako running back (halfback). Występował w zespołach: Chicago Cardinals (1952–1958), Los Angeles Rams (1959–1962), Detroit Lions (1963) i Philadelphia Eagles (1964–1966). Sześciokrotnie występował w meczach Pro Bowl (1952 i 1954–1958).
W 1972 został wybrany do Pro Football Hall of Fame, a w 1976 do College Football Hall of Fame.